# صندوق الملك عبد الله الثاني للتنمية
صندوق الملك عبد الله الثاني للتنمية هو صندوق أسسه الملك عبد الله الثاني ملك الأردن عام 2001 لتعزيز التنمية المستدامة، بالشراكة مع القطاعين العام والخاص، وتنفيذ مشاريع وبؤر تنموية خصوصاً في المناطق التي تعاني من الفقر والبطالة. يشرف على الصندوق مجلس امناء يرأسه ناصر اللوزي.

تهدف برامج ومشاريع الصندوق إلى خدمة الأفراد والمجموعات والشركات والمؤسسات العامة والخاصة، ضمن إطار عمل يحقق مبادئه المعلنة وهي:
الشفافية، الإنتاجية الربحية، الاستدامة، التعاون المشترك والتمويل الفعّال.

## مجلس الامناء
صدرت الإرادة الملكية بتشكيل مجلس أمناء الصندوق لمدة عامين اعتباراً من تاريخ 27 نوفمبر 2022، برئاسة معالي المهندس ناصر اللوزين وعضوية: 
- أيمن عبدالكريم حتاحت.
- بشر إبراهيم بكر.
- نور غازي جرار.
- ليث مروان القاسم.
- موسى عوني الساكت.
- حسين زيد ملحس.

## المشاريع
- شركة البحر الميت للاستثمارات السياحية والعقارية[5]
- شركة السنبلة للإنتاج الفني
- شركة تطوير المشاريع الريادية والاستثماريةأويسس500
- الشركة الأردنية لإحياء التراث تأسست عام (JHRC) عام ٢٠١٠
- شركة تطوير معان
- الشركة الأردنية لترويج المنتجات الزراعية
- الشركة الأردنية لترويج المنتجات التراثية
- البنك الوطني لتمويل المشاريع الصغيرة
- الأكاديمية الملكية لفنون الطهي
- شركة منتجات الزيتون المتكاملة[3]
- مبادرة التعليم الأردنية: وجزء رئيسي من رؤية الأردن لمستقبل التعليم[3]

## الروابط الخارجية
- الموقع الرسمي